# Zyklon in Ostpakistan 1970
Der Zyklon in Ostpakistan 1970 (auch Bhola-Zyklon) war ein tropischer Wirbelsturm mit katastrophalen Auswirkungen, der am 12. November 1970 insbesondere das damalige Ostpakistan (heute Bangladesch) und den indischen Bundesstaat Westbengalen betraf. Mit einer Zahl von 300.000 bis 500.000 Todesopfern handelte es sich um den schwerwiegendsten jemals verzeichneten Wirbelsturm und um eine der folgenschwersten Naturkatastrophen der jüngeren Geschichte. In der unmittelbaren Folge kam es durch die Verschärfung der in Ostpakistan bestehenden politischen Spannungen im März 1971 zum Bangladesch-Krieg und im Dezember desselben Jahres zur Entstehung des unabhängigen Staates Bangladesch auf dem Gebiet Ostpakistans.

## Entstehung und Verlauf

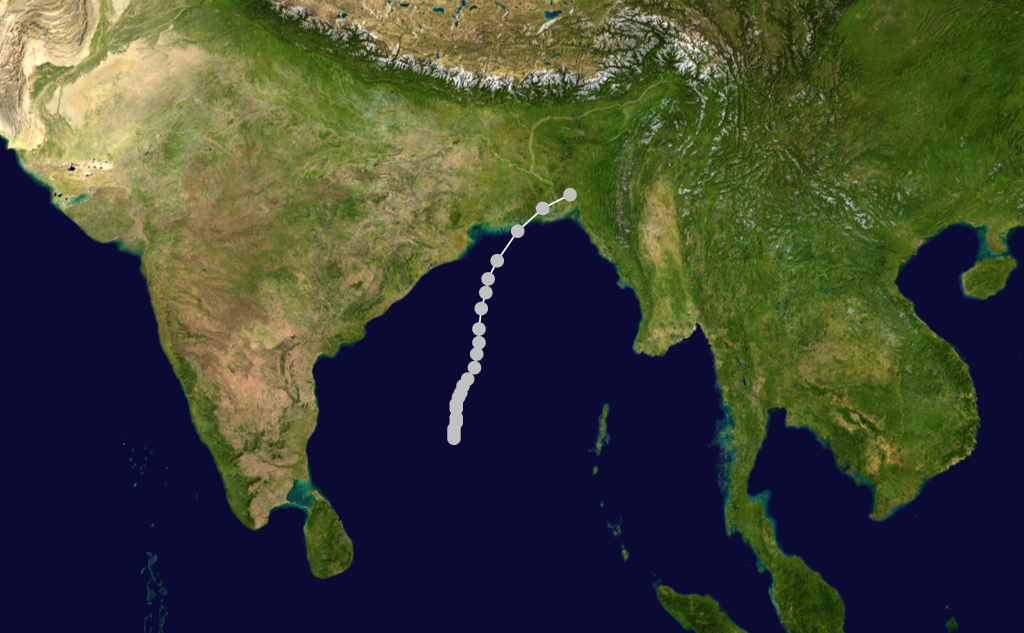
Route des Zyklons

Der Zyklon formte sich ab den Morgenstunden des 8. November 1970 über dem Golf von Bengalen mit Zentrum 12° 5' N, 86° 5' O (⊙) und bewegte sich dann nordwärts, wobei er an Stärke zunahm. Am Morgen des folgenden Tages wurde er vom indischen Wetterdienst bei 13° 5’ N, 86° 5' O (⊙) als tropischer Zyklon eingestuft. Nachdem er in der Nacht vom 9. zum 10. November bei 14° 5' N, 87° 0' O (⊙) nahezu zum Stillstand kam, beschleunigte er ab dem 10. November wieder in Richtung Nordnordost und nahm am folgenden Tag erneut an Intensität zu.
Vom 8. bis 11. November kam es zu heftigen Regenfällen im Gangesdelta mit besonders schweren Episoden am 8. und 9. November. In der Nacht vom 12./13. November 1970 erreichte der als schwerer Zyklon eingestufte Sturm die Küste Ostpakistans. Am Morgen des 13. November befand sich das Epizentrum des Sturms etwa bei Noakhali. Im Verlauf des 13. November zog der Sturm weiter landeinwärts, schwächte sich dabei jedoch schnell ab. Am Abend des 13. Novembers waren nur noch Reste eines schwachen Tiefdruckgebiets verblieben.

## Auswirkungen
Eine exakte Zahl an Todesopfern ist nicht bekannt, die Schätzungen liegen zwischen 300.000 und 500.000 Menschen. Die meisten davon kamen aufgrund der durch den Zyklon ausgelösten Sturmfluten ums Leben, die bis zu zehn Meter Höhe erreichten und weite Bereiche der Inseln im Gangesdelta überfluteten. Rund 3,6 Millionen Menschen waren direkt von den durch den Sturm entstandenen Zerstörungen betroffen, deren Umfang damals auf rund 86,4 Millionen US-Dollar (entsprechend im Jahr 2016 ca. 500 Millionen US-Dollar) geschätzt wurden. Zu den wirtschaftlichen Auswirkungen zählten unter anderem die Zerstörung von rund 9.000 Fischerbooten sowie der Verlust von rund 280.000 Rindern.
Der Gesamtumfang der humanitären Hilfe der internationalen Gemeinschaft betrug bis Ende Dezember 1970 rund 210 Millionen US-Dollar. So gaben die Vereinigten Staaten rund 53 Millionen US-Dollar sowie rund 200.000 Tonnen Weizen und stellten sechs Hubschrauber bereit. Frankreich und die Bundesrepublik Deutschland entsandten ebenfalls Helikopter sowie Hilfsgüter im Wert von rund 6,9 Millionen US-Dollar. Hilfe in etwa der gleichen Höhe leistete trotz der angespannten politischen Beziehungen auch Pakistans Nachbarland Indien. Die Vereinten Nationen gaben rund 11,1 Millionen US-Dollar sowie weitere 5,3 Millionen US-Dollar über ihr Kinderhilfswerk UNICEF. Die Internationale Rotkreuz- und Rothalbmond-Bewegung sandte über die Liga der Rotkreuz-Gesellschaften Hilfsgüter im Wert von 18,5 Millionen US-Dollar. Von der Weltbank erhielt Pakistan einen Kredit in Höhe von 132,5 Millionen US-Dollar für den Wiederaufbau in der betroffenen Region, womit die Internationale Entwicklungsorganisation erstmals einen Kredit für den Wiederaufbau nach einer Katastrophe bewilligte.

## Politische Folgen
Die pakistanische Zentralregierung wurde von der Opposition und von den lokalen Behörden in der Region Ostpakistan für die aus deren Sicht völlig unzureichende Hilfeleistung und für massive Probleme bei der Organisation der Verteilung von Hilfsgütern in der Zeit nach dem Sturm scharf kritisiert. Die pakistanische Regierung geriet unter Druck und im Dezember 1970 fanden erstmals seit der Gründung Pakistans im Jahr 1947 landesweite Wahlen zum Parlament statt. Die Awami-Liga, die stärkste politische Partei in Ostpakistan, erzielte dabei einen erdrutschartigen Erfolg. Danach eskalierte die Situation und im März 1971 begann der Bangladesch-Krieg, in dessen Folge im Dezember desselben Jahres im vormaligen Ostpakistan der unabhängige Staat Bangladesch entstand.

## Konzert für Bangladesch
Der ehemalige Beatles-Gitarrist George Harrison und der bengalische Musiker Ravi Shankar veranstalteten am 1. August 1971 vor etwa 40.000 Zuhörern im Madison Square Garden in New York City zwei aufeinanderfolgende Benefiz-Konzerte (The Concert for Bangladesh), die etwas später in Auszügen auch als gleichnamiges Album veröffentlicht wurden. Der Reinerlös von knapp 250.000 US-Dollar wurde an UNICEF für die Opfer von Naturkatastrophe und Krieg in Bangladesch gespendet. Das Konzert war das erste Benefiz-Konzert von derartiger Größenordnung und beeinflusste spätere Benefizveranstaltungen maßgeblich. Bis zum Jahr 1985 wurden durch den Verkauf des Albums etwa 12 Millionen US-Dollar eingenommen und nach Bangladesch gespendet.